# كرايغ إلوود
كرايغ إلوود (بالإنجليزية: Craig Ellwood)‏ هو مهندس معماري أمريكي، ولد في 22 أبريل 1922 في تكساس في الولايات المتحدة، وتوفي في 30 مايو 1992 في Pergine Valdarno ‏ في إيطاليا.